# Didymoglossum pygmaeum
Didymoglossum pygmaeum là một loài dương xỉ trong họ Hymenophyllaceae. Loài này được C. Chr. Ebihara & Dubuisson mô tả khoa học đầu tiên năm 2006.